# David Hallam
David John Alfred Hallam (ur. 13 czerwca 1948 w Hackney) – brytyjski polityk i konsultant, poseł do Parlamentu Europejskiego IV kadencji.

## Życiorys
Absolwent University of Sussex, kształcił się następnie w zakresie zarządzania i marketingu. Zawodowo zajął się pracą jako konsultant w zakresie komunikacji, współpracując z administracją publiczną i podmiotami prywatnymi.
Został działaczem Partii Pracy, pełnił funkcję radnego. W latach 1994–1999 sprawował mandat eurodeputowanego, wchodząc w skład frakcji socjalistycznej, a także Komisji ds. Rolnictwa i Rozwoju Wsi. Później powrócił do pracy zawodowej, zajął się również działalnością religijną jako duchowny metodystyczny w okolicach Birmingham.